# San Lino (diaconia)
La diaconia di San Lino (in latino: Diaconia Sancti Lini) è stata eretta da papa Benedetto XVI con la bolla Purpuratis Patribus del 24 novembre 2007.
La chiesa su cui insiste la diaconia, costruita nel 1959 e dedicata a San Lino papa nel 1999, si trova nel quartiere Primavalle nel XIII municipio di Roma.

## Titolari
- Giovanni Coppa (24 novembre 2007 - 16 maggio 2016 deceduto)
- Giovanni Angelo Becciu, dal 28 giugno 2018